# Ruellia brevifolia
Ruellia brevifolia là một loài thực vật có hoa trong họ Ô rô. Loài này được (Pohl) C.Ezcurra miêu tả khoa học đầu tiên năm 1989.

## Hình ảnh

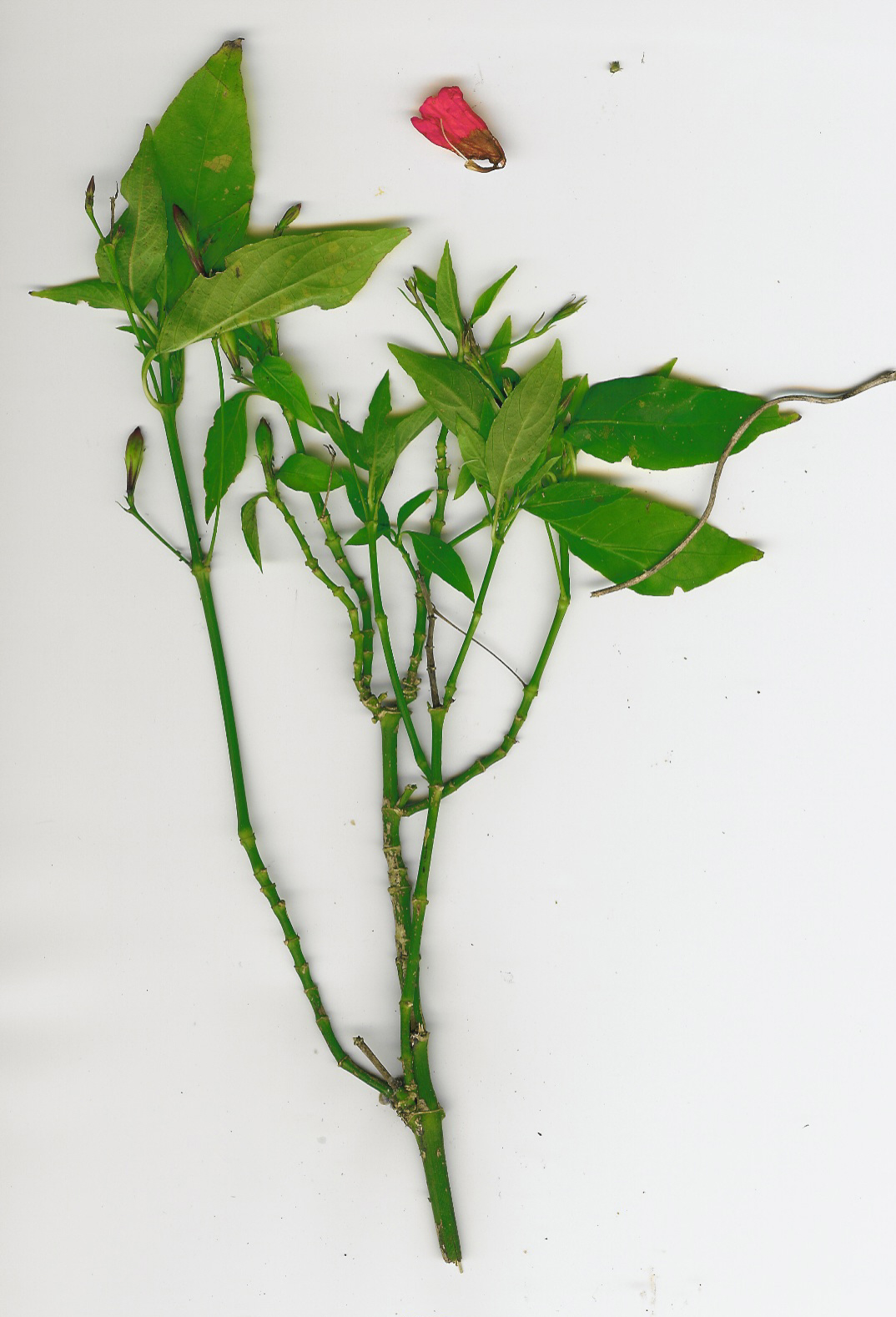
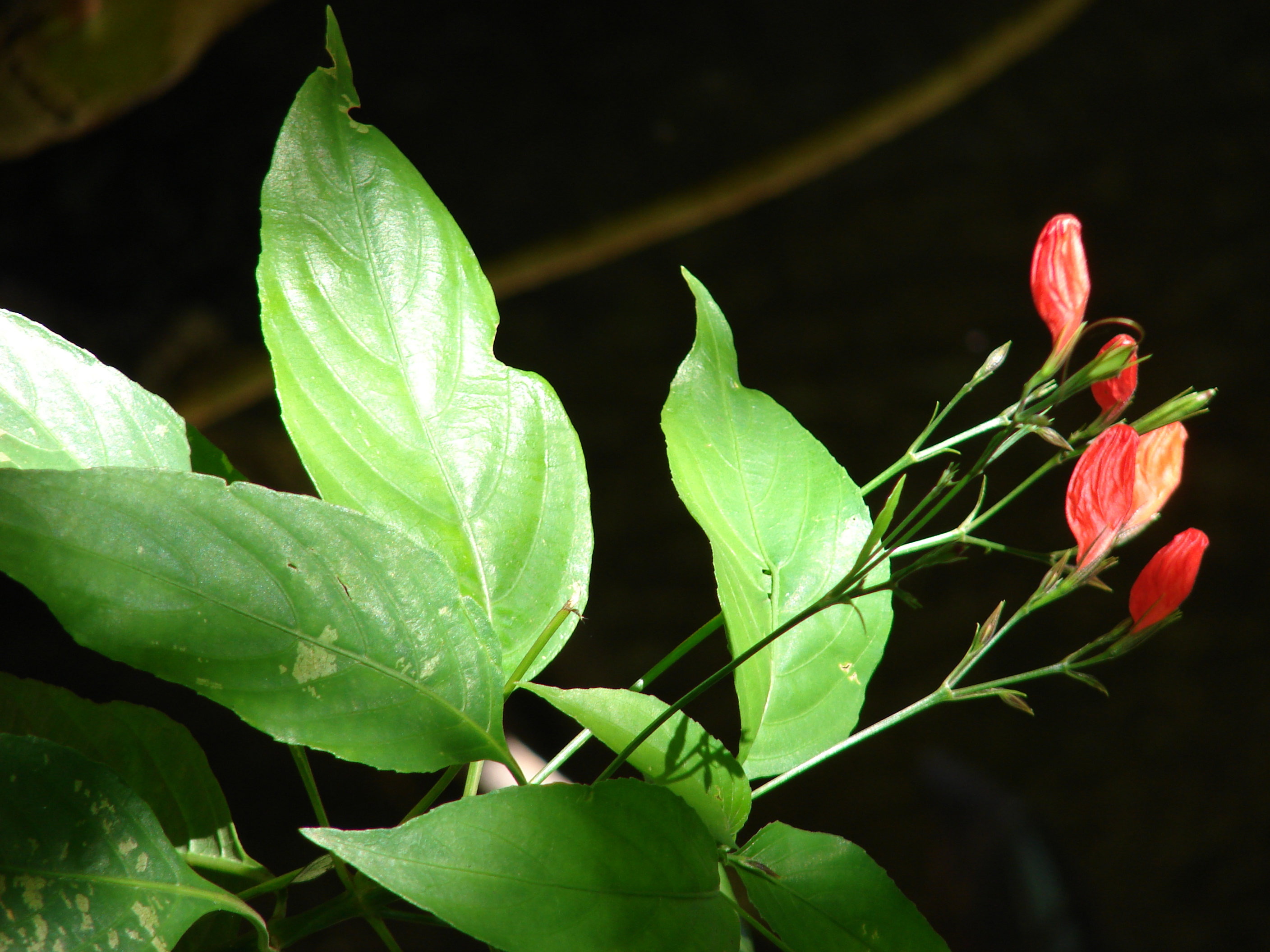
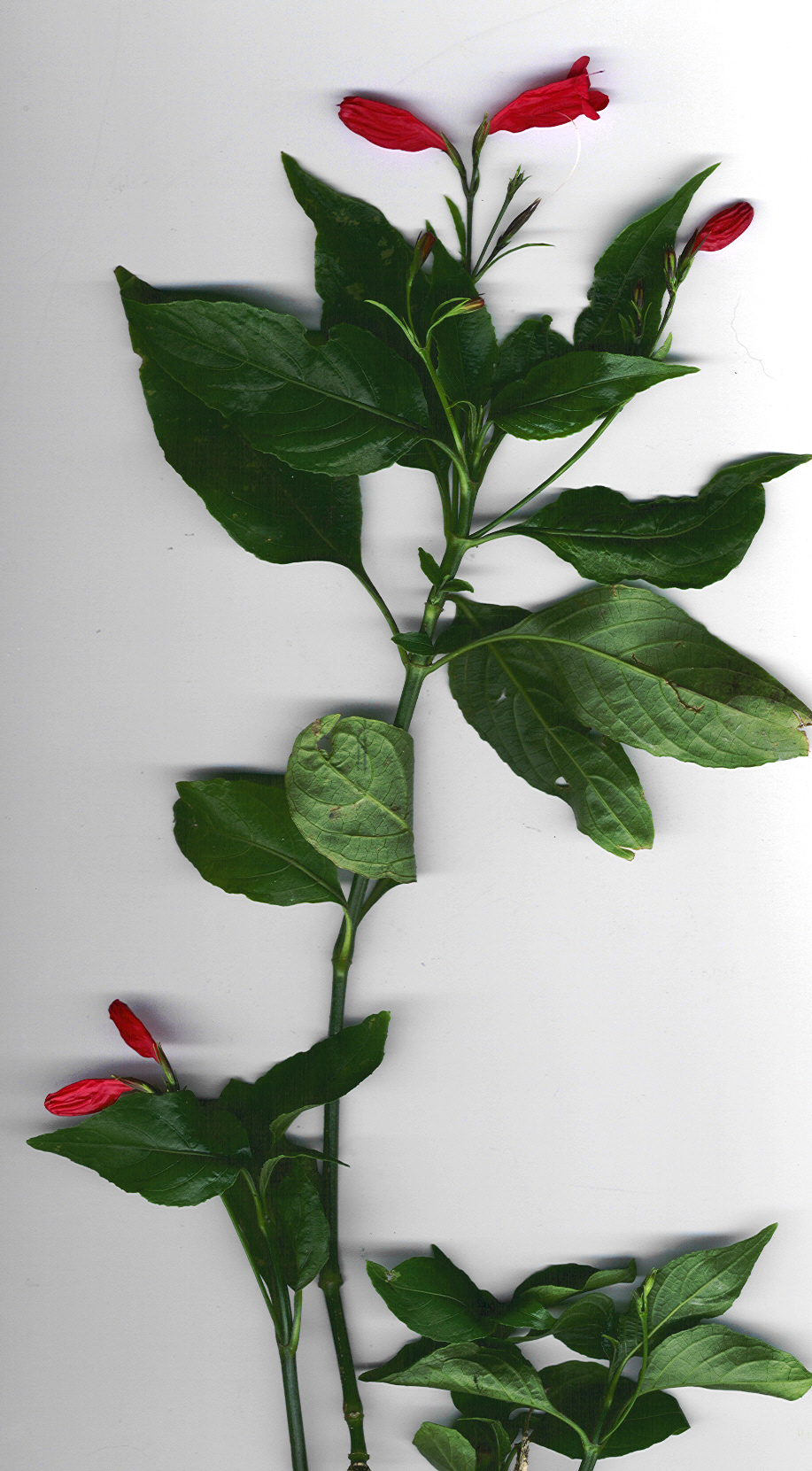